# Gabriel Rockhill
Gabriel Rockhill (né en 1972) est un philosophe et historien des idées marxiste franco-américain. Il est professeur de philosophie sociale et politique à l'université Villanova (Philadelphie), fondateur de l'Atelier de théorie critique et ancien directeur de programme au Collège international de philosophie. Il a été co-responsable avec Pierre-Antoine Chardel et Valérie Charolles du séminaire « Socio-philosophie du temps présent. Enjeux épistémologiques, méthodologiques et critiques » à l'EHESS. Ses travaux couvrent les domaines de l'histoire, de l'esthétique, de la technologie et de la politique.

## Publications

### Ouvrages
- Logique de l’histoire : Pour une analytique des pratiques philosophiques, Paris, Editions Hermann, coll. « Hermann Philosophie », 2010, 534 p. (ISBN 978-2-7056-6965-2, présentation en ligne)[3]
- (en) Radical History & the Politics of Art, New York, Columbia University Press, coll. « New Directions in Critical Theory », 2014, 288 p. (ISBN 978-0-231-15201-3, présentation en ligne)[4]
- (en) Interventions in Contemporary Thought : History, Politics, Aesthetics, Edinburgh University Press, 2016 (présentation en ligne)
- Contre-histoire du temps présent : interrogations intempestives sur la mondialisation, la technologie, la démocratie, CNRS Éditions, 2017, 208 p., 14.0 x 22.0 cm (présentation en ligne)
- Gabriel Rockhill et Pierre-Antoine Chardel, Technologies de contrôle dans la mondialisation : enjeux politiques, éthiques et esthétiques, Paris, Éditions Kimé, 2009, 207 p. (ISBN 978-2-84174-499-2)
- Gabriel Rockhill et Philip Watts, Jacques Rancière: History, Politics, Aesthetics, Durham, North Carolina, Duke University Press, 2009, 368 p. (ISBN 978-0-8223-4506-0).
- Gabriel Rockhill et Alfredo Gomez-Muller (en collab. avec Seyla Benhabib, Nancy Fraser, Judith Butler, Immanuel Wallerstein, Cornel West, Will Kymlicka, Michael Sandel et Axel Honneth), Politics of Culture and the Spirit of Critique: Dialogues, New York, Columbia University Press, 2011, 240 p. (ISBN 978-0-231-15187-0).

### Traductions éditées
- Gabriel Rockhill et Jacques Rancière, The Politics of Aesthetics, Londres, Continuum Books, 2004.
- Gabriel Rockhill, John V. Garner et Cornelius Castoriadis, Postscript on Insignificance: Dialogues with Cornelius Castoriadis, Londres, Continuum Books, 2011.

### Sélection d'articles
(mars 2021).
- “The Silent Revolution.” SubStance: A Review of Theory and Literary Criticism (special issue on Jacques Rancière) 103, 33:1 (2004): 54–76.
- “L’Ecriture de l’histoire philosophique: L’Eternel retour du même et de l’autre chez Levinas.” Philosophie 87 (fall 2005): 59–77.
- “Démocratie moderne et révolution esthétique. Quelques réflexions sur la causalité historique.” La philosophie déplacée: Autour de Jacques Rancière. Eds. Laurence Cornu and Patrice Vermeren. Actes du Colloque du Centre Culturel International de Cerisy-la-Salle (Paris: Horlieu Editions, 2006), p. 335–349.
- “Le Droit de la philosophie et les faits de l’histoire: Foucault, Derrida, Descartes.” Le Portique. E-portique 5 – Recherches (December 2007)[5].
- “Le Débat sur le temps présent. Analyse des coordonnées conceptuelles de la controverse postmoderne.” Symposium 12:1 (Spring 2008): 126–145.
- “Le Cinéma n’est jamais né.” Le milieu des appareils. Ed. Jean-Louis Déotte (Paris: L’Harmattan, 2009), p. 187–211 (disponible également sur le journal en ligne Appareil 1 (2008)[6].
- “La Démocratie dans l’histoire des cultures politiques.” Jacques Rancière ou la politique à l'œuvre. Eds. Jérôme Game and Aliocha Lasowski (Paris: Editions Archives Contemporaines, Collection “Centre d'Etudes Poétiques,” 2009).
- “A Specter Is Haunting Globalization." Cognitive Architecture: From Bio-politics to Noo-politics. Eds. Deborah Hauptmann and Warren Neidich (Rotterdam: 010 Publishers, 2010), p. 470–487.
- “Recent Developments in Aesthetics: Badiou, Rancière and Their Interlocutors.” The History of Continental Philosophy. Ed. Alan Schrift. Vol. 8. Emerging Trends in Continental Philosophy. Ed. Todd May (Durham: Acumen Press, 2010), p. 31–48.
- Gabriel Rockhill, « Modernism as a Misnomer: Godard’s Archeology of the Image. », Journal of French and Francophone Philosophy, vol. XVIII, no 2,‎ 2010, p. 107–129.

### Sélection d'articles d'opinion
- Gabriel Rockhill, « L’Amérique en noir et blanc », Libération,‎ 28 juin 2015 (lire en ligne).
- Gabriel Rockhill, « La France au carrefour du Diable. Ne suivons pas la voie impitoyable des Etats-Unis dans la guerre sans fin », Mediapart,‎ 21 novembre 2015 (lire en ligne).
- Gabriel Rockhill, « Corporate Idiocracy and the Manufacturing of ProducTrump », CounterPunch,‎ 16 mai 2016 (lire en ligne).
- Gabriel Rockhill, « Is Censorship Proof of Art’s Political Power? », Los Angeles Review of Books,‎ 6 juin 2016 (lire en ligne).
- Gabriel Rockhill, « Why We Never Die », The New York Times,‎ 29 août 2016 (lire en ligne).
- Gabriel Rockhill, « What Is to Be Done when Empire Is Trumped? », CounterPunch,‎ 25 novembre 2016 (lire en ligne).
- Gabriel Rockhill, « Vive l’anti-colonialisme américain ! », Mediapart,‎ 3 décembre 2016 (lire en ligne).
- Gabriel Rockhill, « Unraveling Love Stories », The New York Times,‎ 13 février 2017 (lire en ligne).
- Gabriel Rockhill, « The CIA Reads French Theory: On the Intellectual Labor of Dismantling the Cultural Left », Los Angeles Review of Books,‎ 27 février 2017 (lire en ligne).
- Gabriel Rockhill, « Free Speech Is Not the Issue; Intellectual Power Is », CounterPunch,‎ 5 avril 2017 (lire en ligne).
- Gabriel Rockhill, « Philosophy in Prison: Educating the Educator », Blog of the American Philosophical Association,‎ 9 août 2017 (lire en ligne).
- Gabriel Rockhill et John-Patrick Schultz, « Who’s Afraid of Direct Action on Campus? Mobilizing Pedagogy Against the Powerful », Truthout,‎ 23 août 2017 (lire en ligne).